# Lucien Rivard
Pour les articles homonymes, voir Rivard.
Lucien Rivard (16 juin 1915 - 3 février 2002) est un criminel québécois ayant participé, dans les années 1950, au trafic de l'héroïne sur le sol cubain pour le marché nord-américain à l'aide de la French Connection. 
Emprisonné à la prison de Bordeaux (Québec), il s'en échappe peu de temps après. Repris, il est extradé aux États-Unis, où il est de nouveau emprisonné.

## Biographie
Lucien Rivard est né le 16 juin 1915 dans la paroisse de Sainte-Cécile à Montréal. Il est le fils de Joseph Rivard et Belzémire Demers. Il s’est marié le 22 avril 1961 à Saint-Maurice-Duvernay à Laval avec Marie Beaupré. 
Dans les années 1940, il devient cambrioleur et passeur de drogues, il a fait affaire avec la French Connection, qui lui fournit de l'héroïne, durant toute sa carrière de criminel. Il est d'abord considéré comme un escroc insignifiant (petty crook), mais dans les années 1950, il s'établit à Cuba, exploite un casino, s'engage dans le trafic de l'héroïne (dont il contrôle 75 % de la vente, l'importation et l'exportation en Amérique du Nord [réf. nécessaire]) alimenté par les réseaux de la French Connection. Il s'est notamment associé avec le mafieux corse Paul Mondolini. En 1958, Rivard revient à Laval (Québec) et continue ses activités interlopes (drogues, armes, etc.) sous le couvert de l'exploitation de la société « Domaine Idéal ».
En 1965, ses activités le conduisent à la prison de Bordeaux au Québec, dont il s'échappe quatre mois plus tard. La légende dit qu'il a escaladé le mur à l'aide d'un boyau d'arrosage, obtenu sous prétexte d'arroser la patinoire de la prison, alors qu'il fait 10 degrés à l'extérieur, mais il aurait en fait corrompu ses gardiens. Sa cavale dure quatre mois avant qu'il soit repris puis extradé vers les États-Unis. Pendant son absence, il écrit des lettres à diverses personnalités, dont Lester B. Pearson, Premier ministre du Canada, dans lesquelles il déclare : « La vie est courte, vous savez. Je n'ai pas l'intention de rester en prison toute ma vie ».
Lucien Rivard est mort le 3 février 2002 à Laval à l'âge de 87 ans.

## Conséquences de l'évasion de Bordeaux
À la suite de l'évasion de Rivard, des soupçons de corruption ont pesé sur le gouvernement canadien. Une enquête a été instituée et Guy Favreau, le ministre de la Justice, a été contraint de démissionner.
L'évasion de Rivard a inspiré la chanson The Gallic Pimpernel. Quant à l'agence de presse La Presse canadienne, elle a décerné à l'intéressé le titre de Canadien de l'année 1965 (Canadian Newsmaker of the Year). 

## Dans la culture populaire
En 2006, on annonce le financement de la production du film intitulé Le Piège américain réalisé par Charles Binamé avec l'acteur Rémy Girard dans le rôle de Rivard. Le film sort le 16 mai 2008. Le scénario est très librement inspiré de la vie de Rivard.
Par ailleurs, deux livres lui sont consacrés. Le premier a été publié en 2000, le second en 2008. Il est aussi abondamment question de Rivard dans « De Dallas à Montréal : la filière montréalaise dans l'assassinat de JFK » de Maurice Philipps. Au fil des années, quelques personnes ont en effet avancées que Rivard a eu un rôle dans l'assassinat de John F. Kennedy,. Jean-Pierre Charbonneau a consacré plusieurs pages à ce sujet dans son livre « La filière canadienne ».
Le roman graphique  « Havana connection » scénarisé par Michel Viau et dessiné par Djibril Morissette-Phan traite également de Lucien Rivard. 